# コルネリオ・サアベドラ
コルネリオ・フーダス・タデオ・デ・サアベドラ・イ・ロドリゲス（Cornelio Judas Tadeo de Saavedra y Rodríguez, 1759年9月15日 - 1829年3月29日）は、アルゼンチンの政治家、軍人である。

## 経歴
1759年、ペルー副王領ポトシのオトゥヨ村で生まれた。1797年からブエノスアイレスのカビルドに勤め、1799年に評議員に選出された。1801年から1805年まで市長を務めた。その後軍隊に入隊しイギリス軍のブエノスアイレス侵攻の際はパトリシオスの連隊の司令官として参加した。1809年にマルティン・デ・アルサガが反乱を起こした際、民兵隊を率いてこれを阻止した。1810年、イギリス船がフランス軍のセビリヤ占領と最高中央評議会のカディス逃亡の一報をモンテビデオに伝えると、サアベドラは副王イダルゴ・デ・シスネーロスとカビルドに対してカビルド・アビエルト(開かれた市会)の開催を要求した。5月22日にカビルド・アビエルトが開催され251人の市民が参加した。この結果、サアベドラを議長とし、マリアーノ・モレーノなどの革命派を含むプリメーラ・フンタが成立した。1811年にはアルト・ペルー攻略に参加した。1829年にブエノスアイレスで亡くなった。